# Best FM
A Best FM egy magyarországi rádióhálózat, valamint debreceni és nyíregyházi helyi rádió.

## Történet

### Debreceni helyi rádióként (1998–2018)
1998 decemberében indult el a debreceni FM 95,0 MHz-es frekvencián, Rádió FM95 néven. Néhány hónap alatt a térség leghallgatottabb rádiója lett. 2012 decemberében az FM 104,6-os frekvenciára költözött, ami név- és arculatváltással járt. Az új frekvencián már Best FM néven szólalt meg. A rádió egészen 2018-ig csak Debrecenben, valamint egy ideig más Hajdú-Bihar megyei városok helyi frekvenciáin sugárzott.

### A rádió megjelenése további városokban, terjeszkedés (2018–2021)
2018. június 15-én a Retro Rádió országossá válása miatt a nyíregyházi 103,9-es frekvencián új adás indult, szintén Best FM néven. Az új rádió hangzóarculata is megegyezett a debrecenivel egészen a 2019-es megújulásig. A két rádió már korábban is működött együtt, például a Retro Rádió készített hírblokkokat a Best FM számára. Szakmai körökben már akkor is többen gondolták, hogy a Best FM is egy, a Rádió 1-hez hasonló országos hálózat lesz, bár ekkor még nem voltak erre utaló jelek. Azonban később, a budapesti 99,5 MHz-en sugárzó egykori Magyar FM tulajdonosa, a Tranzisztor Kft. védjegybejelentési eljárást kezdeményezett a Best FM márkanévre és levédette "A legjobb zenék!" szlogent. Az említett Magyar FM elhallgatása után megpályáztatták annak budapesti frekvenciáját és több vidéki városét is, úgymint Eger, Székesfehérvár, Zalaegerszeg és Győr. Ezen városok nyertesei végül mind Best FM néven kezdtek sugározni, így indult el az adás a székesfehérvári 101,8-as frekvencián 2019. április 29-én, az egri adás pedig az év június 19-én a 100,7 MHz-en. Később, ötödikként indult a zalaegerszegi adás augusztus 19-én a 88,9 MHz-en, a győri adásnak pedig augusztus 23-án kellett volna elindulnia, de a győri adás elindulása azonban nem történt meg, mert ezen a frekvencián a Magyar Katolikus Rádió adása szól.
A budapesti adás az év szeptember 16-án késő este indult az FM 99,5 MHz-en, ahol kezdetben a Pannon Rádió, majd a Rádió Q, a budapesti Retro Rádió, végül a Magyar FM sugárzott. 2019. júliusa óta az összes adás hangzóarculata megegyezik, kivéve a debrecenit, ahol a mai napig az országos hálózat megjelenése előtti arculat szól.
2020. február 25-től Balogh István Vilmos lett a debreceni adás új műsorvezetője. Áprilistól Pálóczi József és Till Szabolcs nem hallható a debreceni adásban. Utóbbi továbbra is a rádiónál dolgozik, de a háttérben, előbbi pedig az FM90 Campus Rádióhoz igazolt. Július 6-án megváltozott a budapesti, székesfehérvári és zalaegerszegi adás műsorrendje, és a vezetett műsorfolyam hossza napi 18 óráról 12 órára csökkent.
2020. szeptember 30-i hatállyal a vidéki adásokat üzemeltető cégek beolvadtak a budapesti Best Radio Kft.-be.
Október 18-án Berki Andrea, a debreceni Best FM egyik hírszerkesztője 25 év után befejezte a munkát a rádiónál. Október 25-én Arman-Nagy Éva hírszerkesztő csatlakozott a debreceni stúdió csapatához.

### A hálózati adás (2021–)
2021 márciusának utolsó napjaiban derült ki, hogy teljesen átalakul a rádió. A Médiatanács ugyanis a március 30-i ülésén engedélyezte, hogy a székesfehérvári, a zalaegerszegi és az egri Best FM, valamint a szolnoki Amadeus Rádió hálózatba kapcsolódjon a budapesti Best FM-mel. Április 1-jén ez meg is történt, így ettől kezdve ezeken a frekvenciákon - a Rádió 1-hez hasonlóan - a budapesti stúdióban készülő központi adást sugározzák, azonban továbbra is hallhatók helyi műsorok, hír- és reklámblokkok. Ezen kívül új logót kapott a rádió. A debreceni és nyíregyházi adást ezt a változást nem érintette, ezeken továbbra is 24 órás helyi műsor szól. A hálózatba kapcsolódással párhuzamosan személyi változások is történtek a rádiónál. Dominik Zsolt 1,5 év után távozott, de új műsorvezetők is érkeztek: a Rádió 1-ből is ismert Mákszem Levente, valamint a kalocsai Korona FM100-ból ismert Király Kitti. Új, professzionális hírszerkesztők is csatlakoztak a csapathoz, Gál Ildikó és Veress Erzsébet személyében.
Május 5-én a Rádió 1 hálózatának átalakulása miatt szükségtelenné vált velencei 90,4 MHz és dunaújvárosi 93,1 MHz is csatlakozott a rádió hálózatához.
Május 14-én Sivák Péter, a Best FM, a Rádió 1 és a Retro Rádió programigazgatója bejelentette, hogy hamarosan tartalmilag is megújul a hálózati adás, a zenei kínálatot a magyar rádiók által kevésbé preferált, főként gitáralapú zenék fogják alkotni és újabb műsorvezetők is érkeznek. Ezt a tervet azonban később elvetették.
Július 24-től szeptember 26-ig a hálózatos adáson új mixműsor volt hallható Summer Jam Night Mix címmel. Július 17-én a debreceni adás is indított egy új klubzenei műsort, amelynek házigazdája DJ William, azaz Balogh István Vilmos, a rádió egyik férfi műsorvezetője. A műsor címe CLUB BEST OF lett, szombatonként este 8 órakor hallható.
Július 20-án bejelentették, hogy augusztustól a 101,7 Pécs FM is hálózatba kapcsolódik a Best FM-mel, így a hálózati adás már 7 városban hallható.
Szeptember 27-én új mixműsor indult a hálózatos adáson Night Shift címmel, amelynek házigazdája a budapesti Sláger FM mixműsorából ismert Whiteboy.
2022. február 7-től 2 órával előbb kezdődik a Night Shift, így a mixek 18 és 20 óra között hallhatóak az eddigi 22 és 24 óra helyett. A Petőfi Rádióról ismert Bikfalvi Tamás személyében új férfi műsorvezető is érkezett a rádióhoz, aki szombaton és vasárnap hallható a Night Shiftben.
2023 tavaszán Király Dávid távozott a rádiótól, aki a Lakihegy Rádió egyik férfi műsorvezetője lett, míg szeptember 30-án Király Kitti is távozott a rádiótól, aki már az októberben megújult Petőfi Rádióhoz igazolt, azonban Majoros Rita személyében új női műsorvezető érkezett a rádióhoz, aki szintén a Petőfi Rádió egyik női műsorvezetője volt 2023 szeptember végéig.
2023. december 14-én a bajai 94,3 MHz is csatlakozott a rádió hálózatához, miután a Rádió 1 átköltözött az egykori Gong FM bajai frekvenciájára (88,7 MHz).

## Frekvenciák

### A hálózatos adás frekvenciái

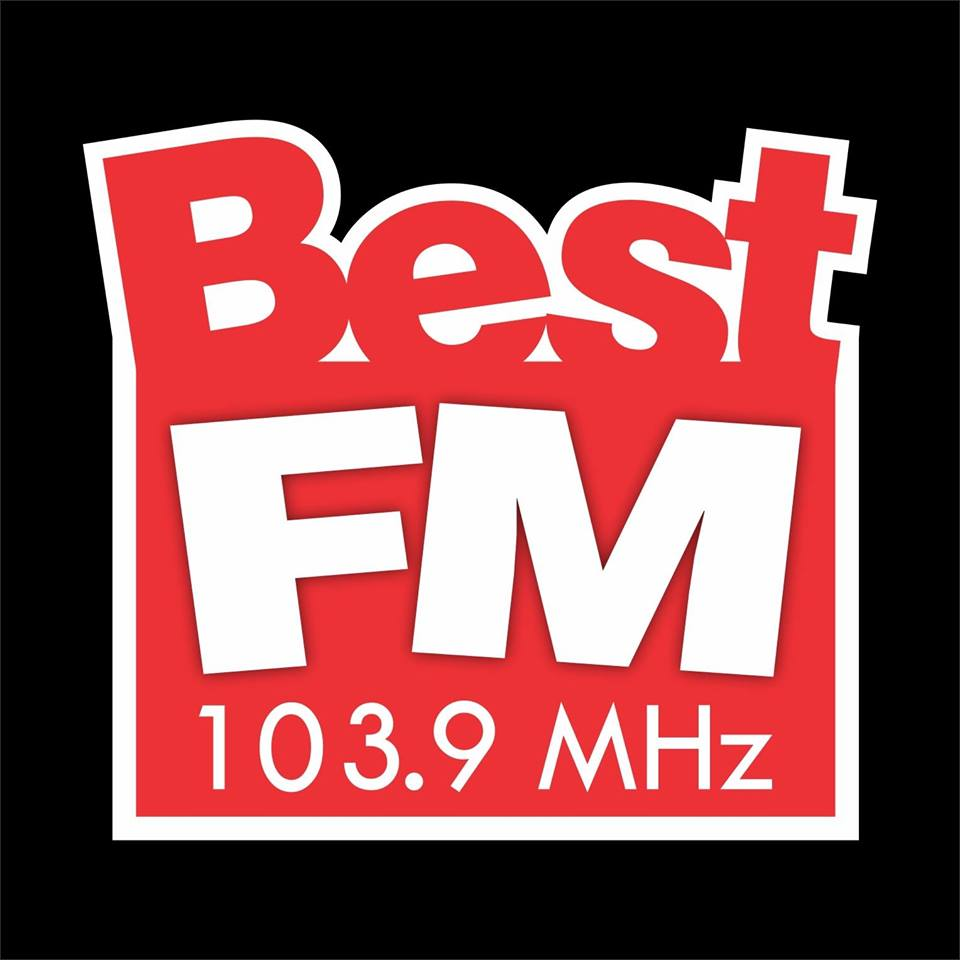
A nyíregyházi adás korábbi logója 2018-tól 2019-ig.

- Budapest – 99,5 MHz
- Baja – 94,3 MHz
- Dunaújváros – 93,1 MHz
- Eger – 100,7 MHz
- Pécs – 101,7 MHz
- Székesfehérvár – 101,8 MHz
- Szolnok – 102,4 MHz
- Velence – 90,4 MHz
- Zalaegerszeg – 88,9 MHz

### A hálózatos adástól függetlenül működő helyi adások frekvenciái
- Debrecen – 104,6 MHz
- Nyíregyháza – 103,9 MHz

### Korábbi frekvenciák
- Hajdúnánás – 93,3 MHz

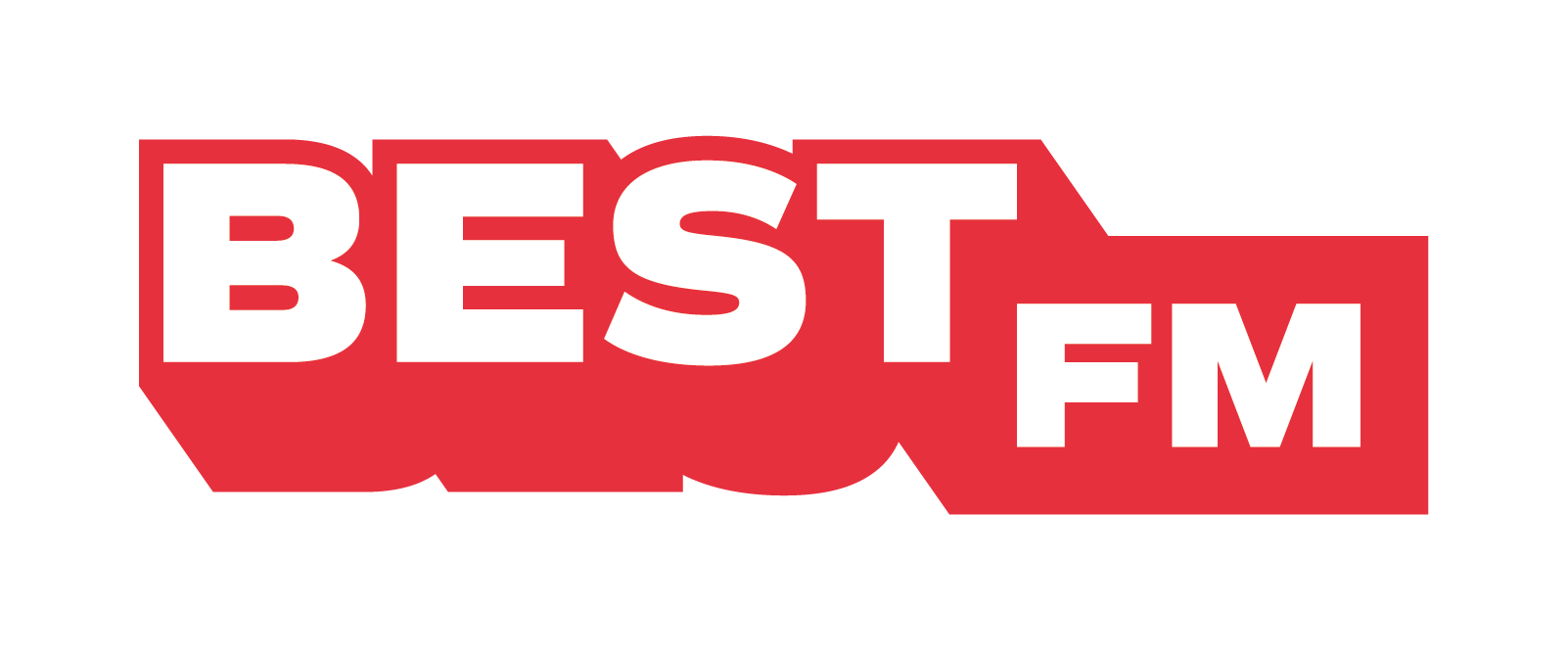
A rádió korábbi logója 2019-től 2021-ig.

A hajdúnánási adás napi négy órás regionális műsort sugárzott, a fennmaradó 20 órában a debreceni stúdió műsorát közvetítette. 2017 szeptemberében megszűnt. A frekvencián jelenleg a Rádió 1 adása hallható.

## Munkatársak

### Budapesti stúdió

#### Műsorvezetők
- Whiteboy
- Mákszem Levente
- Bikkfalvi Tamás Biki
- Horváth Zoltán Hory
- B. Németh Diána
- Majoros Rita

##### Korábbi műsorvezetők
- Dominik Zsolt (2019–2021)
- Jabin Péter (2019–2020)
- Király Dávid (2019-2023)
- Király Kitti (2021-2023)

#### Night Shift DJ-k
- Lauer[15]
- DJ Hangya[16]
- Effendi
- DJ Miller
- DJ SlimFit
- Németi

#### Hírszerkesztők
Az országos hírblokkok megegyeznek a Retro Rádióban elhangzottakkal.
- Hunyad Ákos
- Bányász Árpád
- Héjja Anett
- Dizseri András
- Fülöp Attila
- Belyó Barbara (budapesti hírblokk)
- Gál Ildikó (budapesti hírblokk)
- Veress Erzsébet "Liza" (budapesti hírblokk)
- Villányi Eszter

### Debrecen

#### Műsorvezetők
- Fazekas László
- Balogh István Vilmos
- Szabó Tamás
- Kiss Dániel Sándor
- Szabó Anita
- Morvai-Szűcs Enikő
- Szombati Szilvia

##### Korábbi műsorvezetők
- Pálóczi József (2003-2020)
- Zsupos Ági (2016-2021)
- Molnár Georgina (2010-2022)

#### Hírszerkesztők
- Morvai-Szűcs Enikő
- Arman-Nagy Éva
- Hutóczki-Orosz Éva
- Kiss Dániel Sándor

### Nyíregyháza
- Igaz László
- Molnár Gina
- Zentai Edit
- Simon Norbert
- Gaál Tamás
- Szakács Tibor, Dr. Mórik Gyula – Fogyjon orvosával! rovat

#### Hírszerkesztők
- Szendi Hajnalka
- Demeter Diána

### Helyi stúdiók

#### Dunaújváros
- Szentgáti Csaba (hírszerkesztő)
- Széll Mónika (hírszerkesztő)

#### Eger
- Magyar Gina (hírszerkesztő)
- Lónyai Linda (hírszerkesztő)
- Orosz Kata (hírszerkesztő)

#### Pécs
- Bergendi Barnabás (műsorvezető)
- H. Horváth László (műsorvezető)
- Incze Annamária (hírszerkesztő)

#### Székesfehérvár és Velence
- Arany-Szabó Irén (hírszerkesztő)
- Ficsóri Erika (hírszerkesztő)
- Leffelholcz Marietta (hírszerkesztő)
- Király Erika (hírszerkesztő)
- Springmann Bernadett (hírszerkesztő)
- Nagy Detti (műsorvezető)

#### Szolnok
- Fodor Attila (hírszerkesztő)
- Szendi Hajnalka (hírszerkesztő)
- Schubert Krisztián (műsorvezető)

#### Zalaegerszeg
- Villányi Eszter (hírszerkesztő)
- Ficsóri Erika (hírszerkesztő)
- Springmann Bernadett (hírszerkesztő)